# انسگریوس (دهانه)
انسگریوس یک دهانه برخوردی در ماه است.

## دهانه‌های اقماری
این دهانه ۵ دهانه اقماری دارد.
| Ansgarius | عرض جغرافیایی | طول جغرافیایی | قطر          |
| --------- | ------------- | ------------- | ------------ |
| P         | ۱۳٫۰° S       | ۷۵٫۹° E       | ۱۰٫۰ کیلومتر |
| C         | ۱۴٫۸° S       | ۷۴٫۸° E       | ۱۴٫۰ کیلومتر |
| B         | ۱۱٫۹° S       | ۸۳٫۸° E       | ۲۹٫۰ کیلومتر |
| M         | ۱۱٫۳° S       | ۷۸٫۸° E       | ۷٫۰ کیلومتر  |
| N         | ۱۱٫۹° S       | ۸۱٫۲° E       | ۱۰٫۰ کیلومتر |